# Torriglia
Torriglia is een gemeente in de Italiaanse provincie Genua (regio Ligurië) en telt 2223 inwoners (1-1-2023). De oppervlakte bedraagt 58,8 km², de bevolkingsdichtheid is 38 inwoners per km².
De volgende frazioni maken deel uit van de gemeente: Bavastri, Casaleggio, Cavorsi, Donetta, Garaventa, Laccio, Marzano, Pentema, Scoffera.

## Geografie
De gemeente ligt op ongeveer 769 m boven zeeniveau.
Torriglia grenst aan de volgende gemeenten: Davagna, Lorsica, Lumarzo, Mocònesi, Montebruno, Montoggio, Neirone, Propata, Rondanina, Valbrevenna.

## Galerij

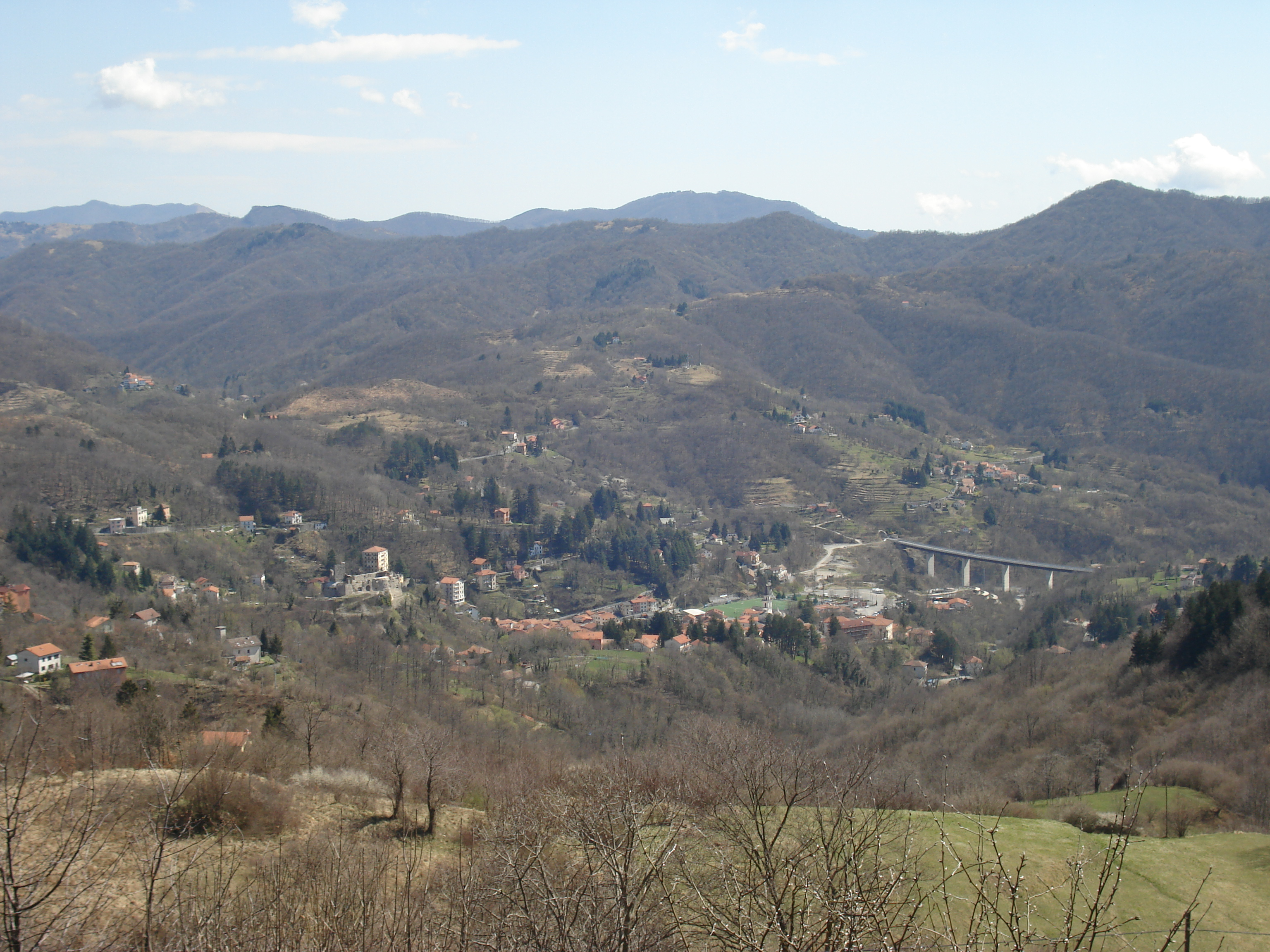
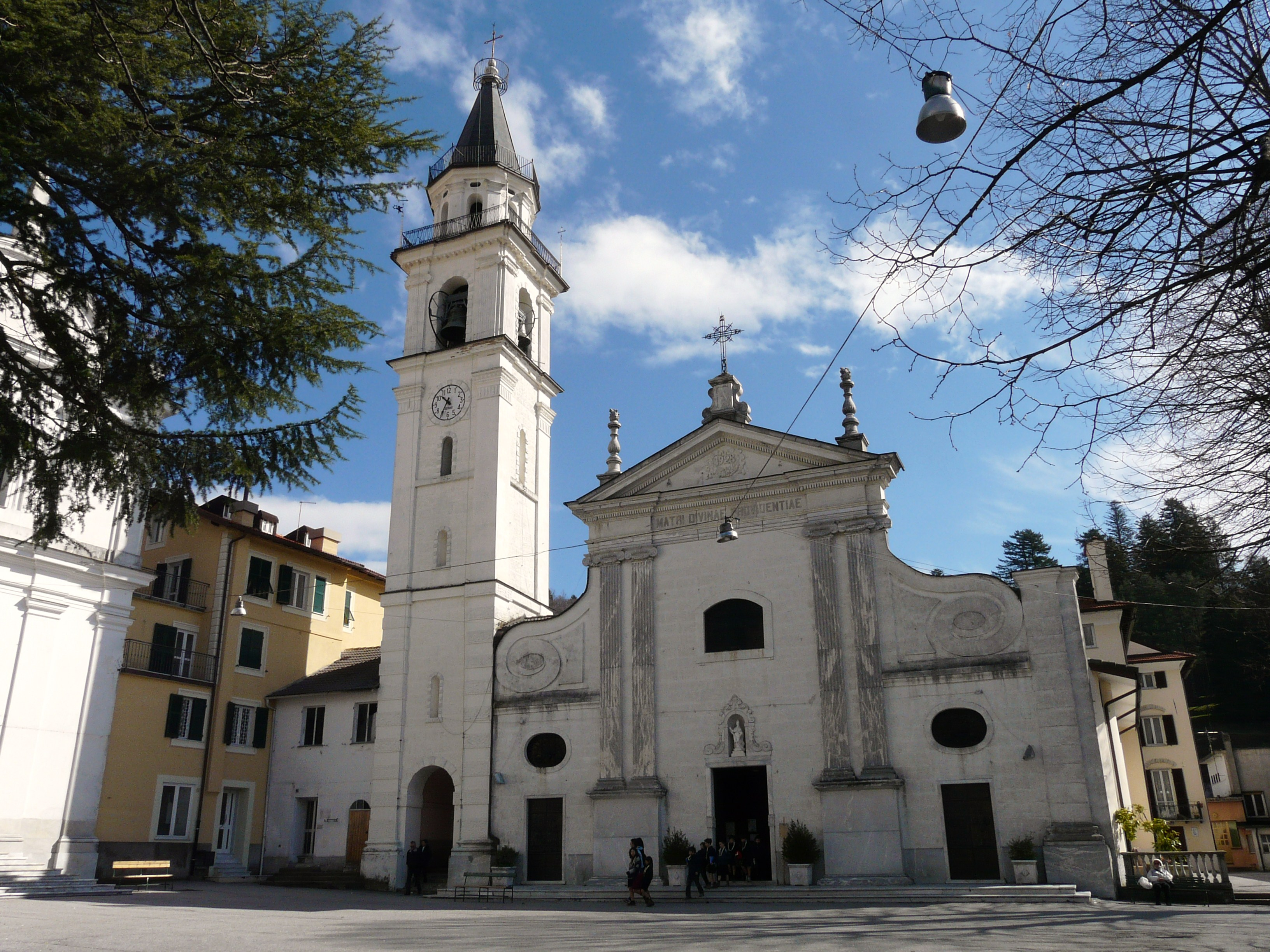
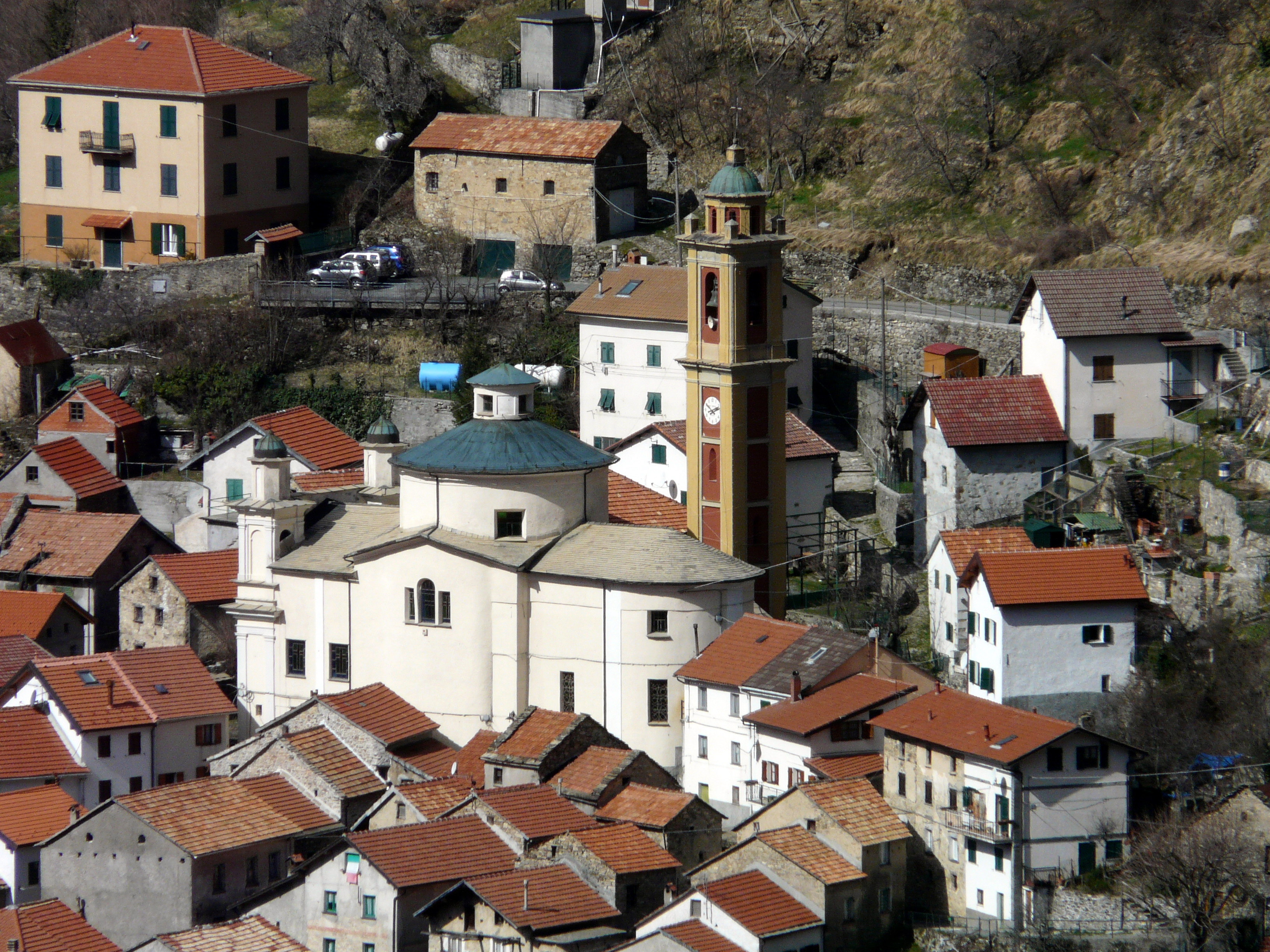
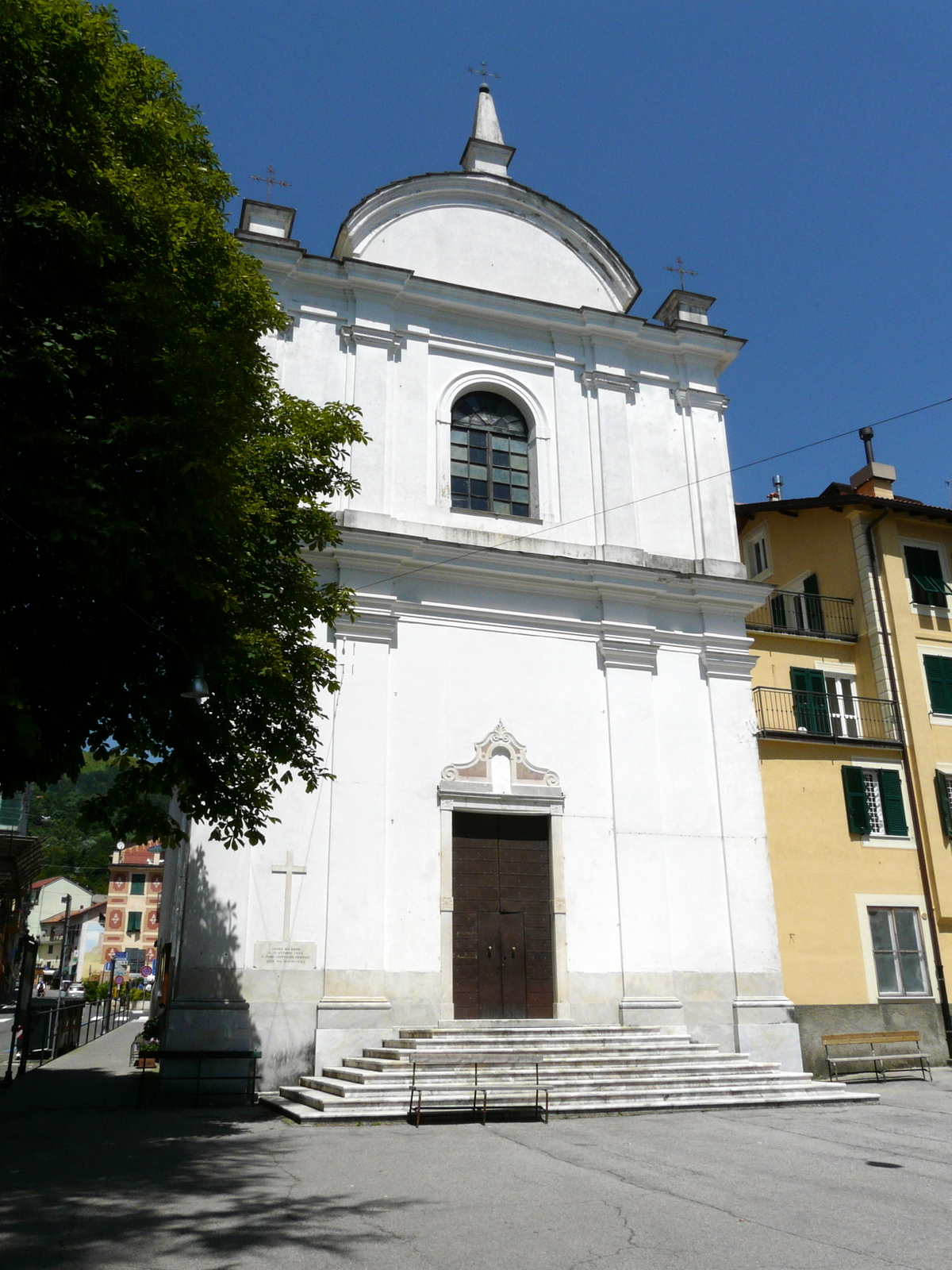